# 3. Buch Esra
Das 3. Buch Esra (abgekürzt 3 Esra), auch 1. Buch Esdras (1 Esdras; altgriechisch Εσδρας α’ Esdras alpha) ist ein Geschichtsbuch, das zum Kanon der Septuaginta, aber nicht zu dem der Hebräischen Bibel gehört. Es läuft über weite Strecken dem Buch Esra–Nehemia der Hebräischen Bibel parallel.

## Name
Esdras (Εσδρας) ist die griechische Form des Namens Esra (hebräisch עֶזְרָא ‘Ezrā, lateinisch Ezra).
Bei der Benennung ist zu beachten, dass verschiedene Zählungen der Esraschriften miteinander konkurrieren. Die im deutschen Sprachraum übliche Benennung als ‚drittes‘ Buch Esra verdankt das Buch seiner Stellung in den Vulgata-Ausgaben. Dort steht es seit der Editio Sixto-Clementina (1592) regelmäßig als ‚III Ezrae‘ im Anhang, nach dem Neuen Testament und dem Gebet Manasses, vor dem apokalyptischen IV Ezrae. Als ‚I Ezrae‘ und ‚II Ezrae‘ werden in der Vulgata die biblischen Bücher Esra und Nehemia bezeichnet, die Hieronymus selbst aus dem Hebräischen und Aramäischen übersetzt hat.
In der Septuaginta war dieses Buch hingegen zunächst die einzige Esraschrift. Es heißt hier ‚Esdras alpha‘ bzw. das ‚erste Buch Esdras‘, weil die jüngere, relativ wörtliche griechische Übersetzung von Esra–Nehemia in den Handschriften in der Regel erst an zweiter Stelle folgte, als ‚zweites Buch Esdras‘ (altgriechisch Εσδρας β’ Esdras beta). In den lukianischen Handschriften sowie in der äthiopischen und in der slavischen Bibelübersetzung tauschen die beiden griechischen Esrabücher die Reihenfolge.
| Hebräische Bibel        | Septuaginta          | Vulgata          | deutsche Bibeln | Apokryphen (deutsch) |
| ----------------------- | -------------------- | ---------------- | --------------- | -------------------- |
| –                       | 1. Esdras            | III Ezrae        | –               | 3. Esra              |
| Esra–Nehemia (ein Buch) | 2. Esdras (ein Buch) | I Ezrae II Ezrae | Esra Nehemia    | –                    |
| –                       | –                    | IV Ezrae         | –               | 4. Esra              |

## Text und Übersetzungen
Die älteste bekannte Fassung von 3 Esra / 1. Esdras ist griechisch. Allerdings geht das Buch in Kap. 1–2 und 5–9 sicher auf hebräische und aramäische Vorlagen, in Kap. 3–4 wahrscheinlich auf eine aramäische Vorlage zurück. Umstritten ist, ob das Buch im Ganzen erst für die griechische Übersetzung zusammengestellt wurde oder ob es ein hebräisch-aramäisches Original gab.
Als kritische Ausgabe des griechischen Textes dient der 1991 erschienene, von Robert Hanhart herausgegebene Band VII/1 des Göttinger Septuaginta-Unternehmens. Dieser liegt auch der deutschen Übersetzung in der Septuaginta deutsch zu Grunde.
Die im Anhang der Vulgata überlieferte lateinische Fassung liegt seit 2018 ebenfalls in deutscher Übersetzung vor.
In den deutschen Bibelausgaben mit Apokryphen ist das Buch nicht enthalten. Dagegen gehört es (als ‚1 Esdras‘) zur King James Version und zu vielen jüngeren englischen Bibelübersetzungen.
In Emil Kautzsch‘ klassischer Ausgabe der Apokryphen und Pseudepigraphen steht Das dritte Buch Esra an erster Stelle. Paul Rießler hat lediglich das 3. und 4. Kapitel übersetzt, mit dem Wettstreit der Leibpagen.

## Inhalt und Verhältnis zu den Quellen
Das Buch behandelt einzelne Episoden der Geschichte Judas von der Passafeier unter König Josia bis zur Verlesung der Tora durch Esra in Jerusalem. Im Zentrum steht eine ausführliche Erzählung von einem Wettstreit dreier Pagen am Hofe Darius’ I., aus dem Serubbabel als Sieger hervorgeht. Der Inhalt, mit den Parallelen, ist der folgende:
| 3 Esra    | Parallele      | Inhalt |
| --------- | -------------- | --- |
| 1,1–31    | 2 Chr 35,1–27  | Passafeier unter Josia und Josias Ende                                                                         |
| 1,32–55   | 2 Chr 36,1–21  | Ende des Königreichs Juda: Jojakim, Jojachin und Zedekia                                                       |
| 2,1–14    | Esr 1,1–11     | Kyros-Edikt: Erlaubnis zur Rückkehr und Befehl zum Tempelbau in Jerusalem                                      |
| 2,15–26   | Esr 4,7–24     | Unterbrechung des Tempelbaus unter Artaxerxes                                                                  |
| 3,1–4,63  | –              | Wettstreit der Pagen vor Darius: Was ist am mächtigsten, der Wein, der König oder die Frauen und die Wahrheit? |
| 5,1–6     | –              | Rückkehr nach Jerusalem unter Darius                                                                           |
| 5,7–46    | Esr 2,1–70     | Liste der Heimkehrer                                                                                           |
| 5,47–63   | Esr 3,1–13     | Neubau des Altars und Grundsteinlegung des Tempels                                                             |
| 5,64–71   | Esr 4,1–5      | Unterbrechung des Tempelbaus                                                                                   |
| 6,1–7,9   | Esr 5,1 –6,18  | Wiederaufnahme und Vollendung des Tempelbaus                                                                   |
| 7,10–15   | Esr 6,19–22    | Gemeinsames Passafest in Jerusalem                                                                             |
| 8,1–66    | Esr 7,1 –8,36  | Esra führt unter Artaxerxes Exulanten nach Jerusalem zurück                                                    |
| 8,67–9,36 | Esr 9,1 –10,44 | Esras Kampf gegen Mischehen                                                                                    |
| 9,37–55   | Neh 7,73 –8,12 | Esra liest das Gesetz des Mose vor                                                                             |

Wenn man das Verhältnis von 3 Esra zu den Paralleltexten betrachtet, dann ist die Beziehung zur Chronik am einfachsten zu erklären: Der Schluss der Chronik wurde in 3 Esra als Einleitung wiederverwendet. Dagegen wird das Verhältnis zu Esra–Nehemia in der Forschung unterschiedlich erklärt. Hier muss es neben Kürzungen auch Umstellungen und Erweiterungen gegeben haben. In 3 Esra fehlt die sogenannte Nehemia-Denkschrift, in Esra–Nehemia fehlt der Pagenwettstreit. Zudem ist die zeitliche Folge der Ereignisse unter den Königen Darius, Xerxes und Artaxerxes jeweils unterschiedlich.

## Textausgabe
- Robert Hanhart (Hrsg.): Esdrae Liber I. Septuaginta, id est Vetus Testamentum Graecum, Auctoritate Academiae Scientiarum Gottingensis editum VIII,1. Vandenhoeck & Ruprecht, Göttingen 1991.